# Priscilla Hon

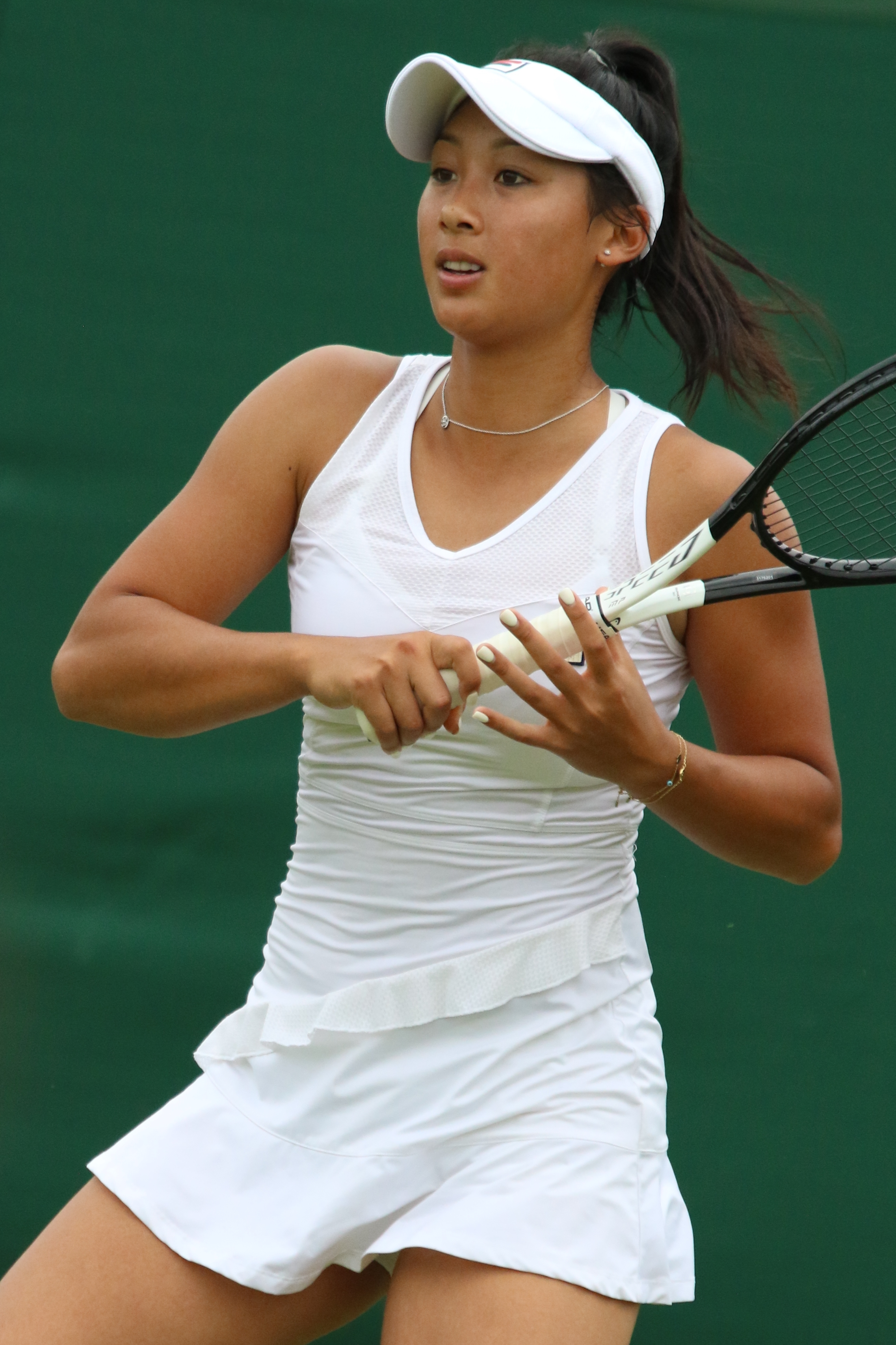
Wimbledon 2019 kwalificatie

Priscilla Hon (Brisbane, 10 mei 1998) is een tennisspeelster uit Australië. Hon begon op zesjarige leeftijd met tennis dat zij van haar vader leerde. Haar favoriete ondergrond is gravel. Zij speelt rechtshandig en heeft een tweehandige backhand. Zij is actief in het internationale tennis sinds 2012.

## Loopbaan
Bij de junioren bereikte zij de halve finale van het meisjesdubbelspel op Wimbledon 2014. Daardoor kwam zij op de dertiende plaats van de wereldranglijst voor junioren.
In 2015 kreeg Hon samen met Kimberly Birrell een wildcard voor het vrouwendubbelspel van het Australian Open, waarmee zij haar eerste grandslamtoernooi speelde. In december 2015 won zij het Australisch kampioenschap voor junioren tot 18 jaar – daarmee verdiende zij een wildcard voor het enkelspeltoernooi van het Australian Open in 2016.
In 2019 won Hon haar eerste grandslampartij – op Roland Garros versloeg zij de Hongaarse Tímea Babos. In dat jaar maakte Hon deel uit van het Australische Fed Cup-team – zij behaalde daar een winst/verlies-balans van 1–0. In de eerste ronde van Wereldgroep I versloegen zij de Amerikaanse dames, dankzij het beslissende dubbelspel dat zij speelde met Ashleigh Barty.
Hon stond in 2025 voor het eerst in een WTA-finale, op het dubbelspeltoernooi van Brisbane, samen met Anna Kalinskaja – zij verloren van het koppel Mirra Andrejeva en Diana Sjnajder.

## Posities op deWTA-ranglijst
Positie per einde seizoen:
| jaar | rang enkelspel | rang dubbelspel |
| ---- | -------------- | --------------- |
| 2013 | 948            | 833             |
| 2014 | 772            | 601             |
| 2015 | 346            | 325             |
| 2016 | 499            | 540             |
| 2017 | 227            | 122             |
| 2018 | 158            | 110             |
| 2019 | 126            | 641             |
| 2020 | 147            | 897             |
| 2021 | 256            | 550             |
| 2022 | 151            | 340             |
| 2023 | 210            | 208             |

## Resultaten grandslamtoernooien
| Legenda | Legenda                          |
| ------- | -------------------------------- |
| g.t.    | geen toernooi gehouden           |
| l.c.    | lagere categorie                 |
| –       | niet deelgenomen                 |
| G       | uitgeschakeld in de groepsfase   |
| 1R      | uitgeschakeld in de eerste ronde |
| 2R      | uitgeschakeld in de tweede ronde |
| 3R      | uitgeschakeld in de derde ronde  |
| 4R      | uitgeschakeld in de vierde ronde |
| KF      | uitgeschakeld in de kwartfinale  |
| HF      | uitgeschakeld in de halve finale |
| F       | de finale verloren               |
| W       | het toernooi gewonnen            |
| w-v     | winst/verlies-balans             |

### Enkelspel
| Australian Open | 1R | 1R | 2R   | 1R | –  |
| Roland Garros   | –  | 2R | –    | –  | –  |
| Wimbledon       | –  | –  | g.t. | –  | –  |
| US Open         | –  | 1R | –    | –  | 1R |

### Vrouwendubbelspel
| toernooi        | 2015 | 2016 | 2017 | 2018 | 2019 | 2020 |    | 2022 | 2023 | 2024 |
| --------------- | ---- | ---- | ---- | ---- | ---- | ---- | -- | ---- | ---- | ---- |
| Australian Open | 1R   | 1R   | 1R   | 1R   | 1R   | 1R   | 2R | 2R   | 1R   |      |
| Roland Garros   | –    | –    | –    | –    | –    | –    | –  | –    | –    |      |
| Wimbledon       | –    | –    | –    | –    | –    | g.t. | –  | –    | –    |      |
| US Open         | –    | –    | –    | –    | –    | –    | –  | –    | –    |      |

### Gemengd dubbelspel
| toernooi        | 2018 | 2019 |    | 2024 |
| --------------- | ---- | ---- | -- | ---- |
| Australian Open | 1R   | 1R   | 1R |      |
| Roland Garros   | –    | –    | –  |      |
| Wimbledon       | –    | –    | –  |      |
| US Open         | –    | –    | –  |      |

## Palmares
| Legenda                 |
| ----------------------- |
| Grandslamtoernooi       |
| Olympische Spelen       |
| Year-End Championships  |
| Premier Mandatory       |
| Premier Five / WTA 1000 |
| Premier / WTA 500       |
| International / WTA 250 |
| Challenger / WTA 125    |

### WTA-finaleplaatsen enkelspel
geen

### WTA-finaleplaatsen vrouwendubbelspel
| nr.              | finale     | toernooi     | ondergrond | partner         | tegenstandsters                | score    |         |
| ---------------- | ---------- | ------------ | ---------- | --------------- | ------------------------------ | -------- | ------- |
| gewonnen finales |            |              |            |                 |                                |          |         |
| geen             |            |              |            |                 |                                |          |         |
| verloren finales |            |              |            |                 |                                |          |         |
| 1.               | 2025-01-04 | WTA Brisbane | hardcourt  | Anna Kalinskaja | Mirra Andrejeva Diana Sjnajder | 6-7, 5-7 | details |